# 石湖風

由雷暴向弓形結構演進的典型過程

石湖風，是一種發生於中國華南地區，尤其珠江三角洲的惡劣天氣現象，是颮線引發的強陣風的俗稱，風速可達每小時百多公里，通常會伴隨著特大暴雨及猛烈雷暴，有時更會夾雜著冰雹及龍捲風。